# Cereopsius affinis
Cereopsius affinis là một loài bọ cánh cứng trong họ Cerambycidae.